# Dario Smoje
Dario Smoje est un footballeur international croate né le 19 septembre 1978 à Rijeka. Il évoluait au poste de défenseur central.

## Palmarès

### Dinamo Zagreb
- Champion de Croatie en 2003.
- Vainqueur de la Coupe de Croatie en 2002.
- Vainqueur de la Supercoupe de Croatie en 2002.